# Col·lecció d'antiguitats del Mediterrani del Museu Nacional del Brasil
La Col·lecció d'antiguitats del Mediterrani del Museu Nacional del Brasil fou una de les principals col·leccions del Museu Nacional de Rio de Janeiro abans de l'incendi que el va destruir el 2018. Aquesta col·lecció incloïa antiguitats mediterrànies de les civilitzacions etrusca, grega i romana.
Estava considerada una de les col·leccions més valorades del museu i en formaven part 750 peces. Bona part de les peces procedien d'una col·lecció de l'emperadriu Teresa Cristina i la col·lecció de la reina Carolina Murat, germana de Napoleó i esposa del rei de Nàpols, Joaquim Murat.
| Imatge | Nom                                     | Origen                        | Data            | Notes  |
| ------ | --------------------------------------- | ----------------------------- | --------------- | ------ |
|        | Anell Askos proto-corinti               | Civilització grega (Italiota) | Segle VII a.C.  | [ 3 ]  |
|        | Miralls                                 | Civilització grega (Italiota) | Segle VI a.C.   | [ 4 ]  |
|        | Calze cariàtide                         | Civilització etrusca          | c. 620-560 B.C. | [ 5 ]  |
|        | Fresc de Pompeia: Cistella i ocells     | Civilització romana           | Segle I d.C.    | [ 6 ]  |
|        | Figura vermella al cràter del calze     | Civilització grega (Italiota) | Segle IV a.C.   | [ 7 ]  |
|        | Figura vermella al cràter de la campana | Civilització grega (Italiota) | Segle IV a.C.   | [ 8 ]  |
|        | Oinoca coríntia amb tapa                | Civilització grega (Italiota) | c. 600-575 B.C. | [ 9 ]  |
|        | Oinoca protocoríntia                    | Civilització grega (Italiota) | Segle VII a.C.  | [ 9 ]  |
|        | Estàtua d'un dona sense cap             | Civilització grega o romana   | Segle V a.C.    | [ 10 ] |
|        | Ampolla geminada amb dues nanses        | Civilització romana           |                 | [ 11 ] |
|        | Matràs quadrat amb nansa                | Civilització romana           | Segle I d.C.    | [ 12 ] |
|        | Guerrer etrusc                          | Civilització etrusca          | Segle V a.C.    | [ 13 ] |
|        | Fresc de Pompeia: Paons                 | Civilització romana           | Segle I d.C.    | [ 14 ] |
|        | Tors nu femení                          | Civilització grega o romana   |                 | [ 15 ] |
|        | Fresc de Pompeia: Cavallet de mar       | Civilització romana           | Segle I d.C.    | [ 16 ] |
|        | Fresc de Pompeia: drac marí             | Civilització romana           | Segle I d.C.    |        |